# Kirkjubøur
Kirkjubøur (danska: Kirkebø) är Färöarnas viktigaste historiska ort. Bygden ligger på ön Streymoys sydvästra kust med utsikt över till öarna Hestur och Koltur
Under medeltiden var Kirkjubøur biskopssäte och därmed landets andliga och kulturella centrum.

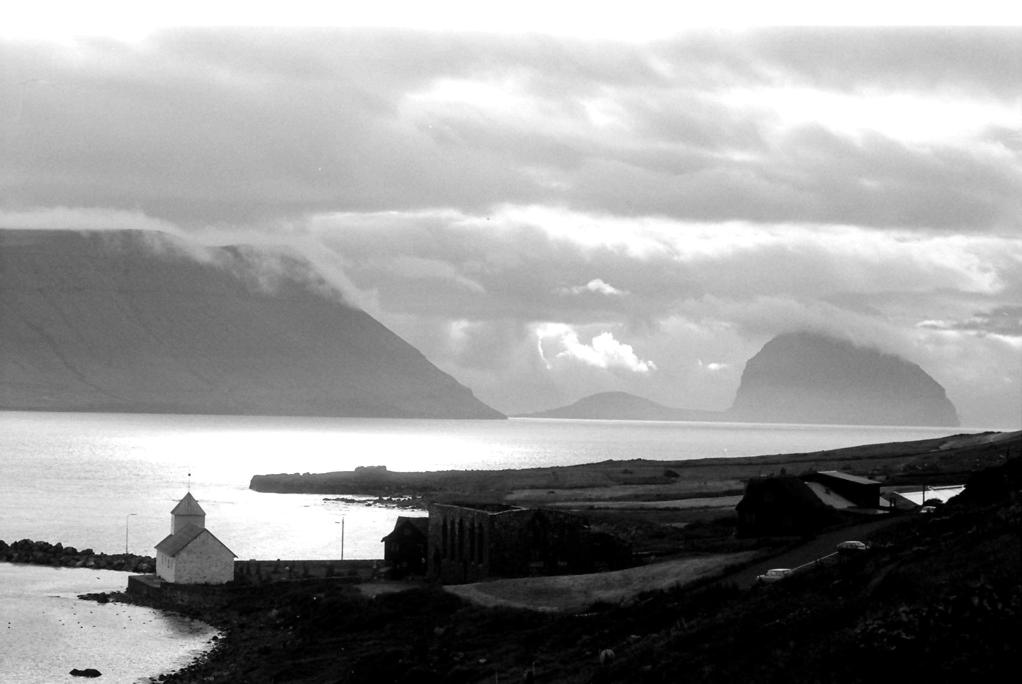
Olofskyrkan ligger invid Hestefjorden mellan Streymoy, Hestur och Koltur

Fram till 2005 var Kirkjubøur en egen kommun tillsammans med närliggande Velbastaður, men idag tillhör de Torshamns kommun. Kirkjubøur har idag 80 invånare.

## Geografi
Kirkjubøur ligger vid Hestsfjørður (Hästfjorden). Kirkjubøhólmur är en ö som ligger utanför Kirkjubøur. Tidigare var det en halvö men naturens krafter har isolerat den. Holmen är omkring 2 hektar stor. 
Fjället Kirkjubøambur är 308 meter högt och är Streymoys sydligaste fjäll. På fjället finns grottan Sverrihola ("Sverres håla") där det sägs att kung Sverre Sigurdsson blev uppfostrad. Därför har fjället fått sitt namn efter grottorna. Streymoys sydspets kallas Kirkjubønes. Innan färjehamnen Gamlarætt i närheten invigdes gick färjan från Torshamn till Hestur, Koltur och Sandoy runt om denna. Det andra fjället vid Kirkjubøur heter Kirkjubøreyn och är 351 meter högt.
Mellan båda fjällen går en vandringsstig till Argir, idag huvudstadens sydliga stadsdel. En annan vandringsstig går norrut runt Kirkjubøreyn. Detta område är för färingar förhållandevis lågt område och därför är vandringsrutten lätt och populär att gå. En väg förbinder Kirkjubøur med Velbastaður och Torshamn. Från Torshamns centrum till Kirkjubøur är det 12 km, en sträcka som trafikeras av både buss och cyklister.

## Historia
Kirkjubøurs historia tros gå tillbaka till vikingatiden på Färöarna. Efter att Färöarna kristnats år 999 av Sigmundur Bestisson, fanns det två kyrkor på Färöarna. Dessa låg på Skúvoy och på Sandur. Möjligtvis härstammar en tredje kyrka från denna tid. Murrester Úti á Líkhúsið (vid bårhuset) i Kirkjubøur kunde vara denna tredje kyrka, men nya teorier säger att resterna kommer från den påbörjade Sankt Brendanus kyrka från 1420.
I vart fall etablerade sig den katolska kyrkan på Färöarna och från år 1111 var Färöarna ett eget stift – med säte i Kirkjubøur. Prästskolan hade stor betydelse och var Färöarnas första och enda skola fram till reformationen 1538. Den norske kungen Sverre Sigurdsson växte upp här och han blev senare berömd för sin stora vishet.
På 1200-talet byggdes Ólavskirkjan (Olofskyrkan). Den är idag landets äldsta kyrka som ännu används. Färöarnas mest kända biskop var Erlendur från 1269 till 1308. Det sägs, att han skrev Seyðabrævið 1298 och stod bakom idén till Magnuskatedralen.
Kirkjubøur ska en gång bestått av 50 hus, men de flesta av dessa blev bortspolade av en storm som rasade någon gång på 1400- eller 1500-talet. Med reformationen lades stiftet och prästskolan ned. Den katolska kyrkans tid var förbi och all dess mark (omkring 60% av Färöarnas) blev nu kronans jord. Biskopssätet är sedan 1557 känt som Kungsgården och bebos idag av familjen Patursson i 17:e generationen. Gården är Färöarnas största och Paturssonfamiljen är en av Färöarnas mest kända. Många betydande personligheter inom färöisk kultur och politik härstammar från denna släkt.

## Befolkningsutveckling
| Befolkningsutvecklingen i Kirkjubøur 1985–2015 | Befolkningsutvecklingen i Kirkjubøur 1985–2015 | Befolkningsutvecklingen i Kirkjubøur 1985–2015 | Befolkningsutvecklingen i Kirkjubøur 1985–2015 | Befolkningsutvecklingen i Kirkjubøur 1985–2015 |
| ---------------------------------------------- | ---------------------------------------------- | ---------------------------------------------- | ---------------------------------------------- | ---------------------------------------------- |
|                                                |                                                |                                                |                                                |                                                |
| År                                             |                                                |                                                | Folkmängd                                      |                                                |
| 1985                                           | 1985                                           |                                                | 56                                             |                                                |
| 1990                                           | 1990                                           |                                                | 56                                             |                                                |
| 1995                                           | 1995                                           |                                                | 53                                             |                                                |
| 2000                                           | 2000                                           |                                                | 71                                             |                                                |
| 2005                                           | 2005                                           |                                                | 74                                             |                                                |
| 2010                                           | 2010                                           |                                                | 81                                             |                                                |
| 2015                                           | 2015                                           |                                                | 80                                             |                                                |
|                                                |                                                |                                                |                                                |                                                |

## Attraktioner
Magnuskatedralen, Olavskyrkan och kungsgården ligger alla tätt intill varandra. Var och en är värt ett besök, men alla tre tillsammans bidrar till Kirkjubøurs utstrålning och berättar om Färöarnas rika historia och kultur.

### Magnuskatedralen

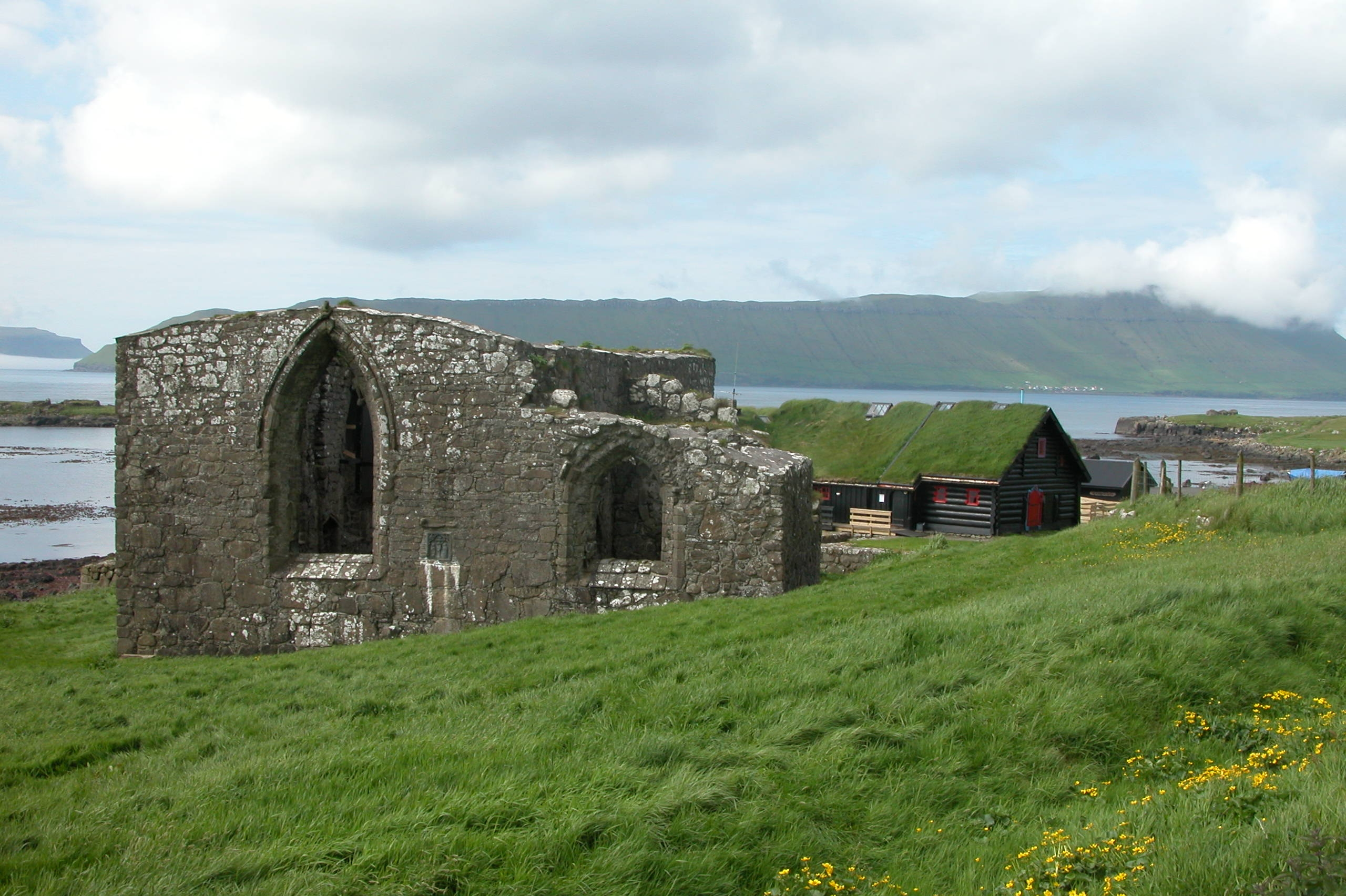
Magnuskatedralen

Magnuskatedralen kallas av färingarna allmänt för múrurin (muren). Domkyrkan uppfördes omkring år 1300 under biskop Erlendurs tid. Den höggotiska katedralen är idag en ruin som Färöarna har ansökt om att få upp på Unescos världsarvslista.
Ruinen har varken torn, fönster eller tak. Följaktligen är den ständigt utsatt för det hårda färöiska klimatet. En grundläggande renovering skedde för några år sedan och man överväger nu att täcka ruinen med glas.

### Olofskyrkan

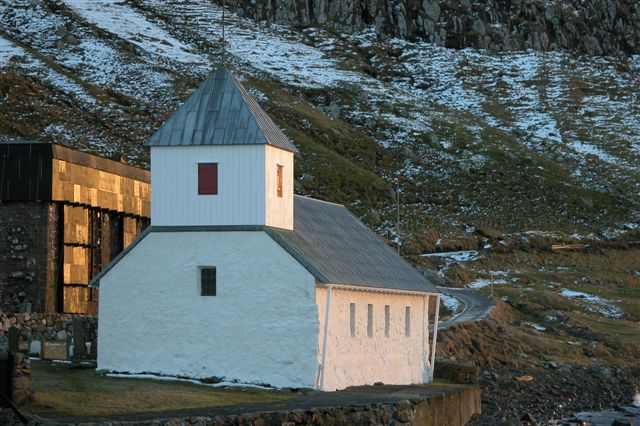
Olofskyrkan.

Ólavskirkjan är landets äldsta kyrka som ännu används och var Färöarnas domkyrka under den katolska tiden.

### Kungsgården
Kungsgården i Kirkjubøur kallas Kirkjubøargarður på färöiska. De äldsta delarna av blockhusen härstammar från 1000-talet och kallas roykstovan. Idag är roykstovan tillsammans med stokkastovan ett museum, men här bor som tidigare nämnt också familjen Patursson. Kungsgården räknas som ett av världens äldsta ännu bebodda trähus.
Kirkjubøargarðurin är Färöarnas största gård. Lantbruket är en viktig ekonomisk faktor i Kirkjubøur, men självklart kommer också en stor mängd turister från in- och utlandet. Garðskaffi är ett kafé men roykstovan kan också hyras till fester och andra begivenheter. Fårkött och oxkött finns alltid att köpas från gården.

## Personligheter från Kirkjubøur
- Sverre Sigurdsson (1151–1202) – norsk kung, uppfostrad i Kirkjubøur.
- Biskop Erlendur (?–1308) – mannen bakom idén till Magnus-katedralen, skrev fårbrevet, Färöarnas äldsta dokument.
- Helena Patursson (1864–1916) – Färöarnas första kvinnosakskämpe, skrev bland annat det första skådespelet på färöiska.
- Jóannes Patursson (1866–1946) – Helenas bror, nationalistisk politiker och författare.
- Sverre Patursson (1871–1960) – Helenas och Jóannes' bror, författare och miljöaktivist.
- Erlendur Patursson (1913–1986) – Jóannes Paturssons son, författare och nationalistisk politiker.
- Tróndur Patursson (f. 1944) – bildhuggare och konstnär.